# Немерцалов, Вениамин Иванович
Вениами́н Ива́нович Немерца́лов (12 апреля 1872 — после 1932) — член IV Государственной думы от Самарской губернии, священник.

## Биография

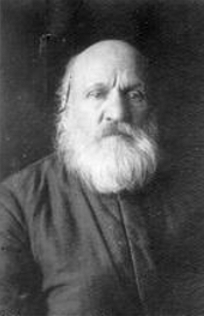
Снимок после ареста.

Из семьи православного священника. Имел 66 десятин церковной земли.
Окончил Самарскую духовную семинарию. В 1891—1892 годах в ходе кампании по борьбе с голодом заведовал одним из районов Общества охранения народного здравия.
В 1894 году был рукоположен в священники, священствовал в селе Морши Николаевского уезда. Состоял помощником благочинного (с 1906), членом благочинного совета и окружным депутатом от духовенства (1902—1912), отказавшись от последней должности по болезни.
В 1912 году был избран членом Государственной думы от Самарской губернии. Входил во фракцию русских националистов и умеренно-правых (ФНУП), после её раскола в августе 1915 — в группу прогрессивных националистов и Прогрессивный блок. Состоял членом комиссий: по вероисповедным вопросам, о народном здравии, борьбе с немецким засильем, продовольственной и по делам православной церкви.
После революции жил в Самаре, был священником в храме Покрова Пресвятой Богородицы (1922—1930) до передачи его обновленцам. Был лишен избирательных прав.
В ноябре 1930 года был арестован, обвинялся по статьям 58-10, 58-11 УК РСФСР. В январе 1931, по приговору тройки ПП ОГПУ по Средне-Волжскому краю, был освобожден. 10 октября 1931 года вновь арестован, проходил по групповому «делу Самарских церковников». Обвинялся по статьям 58-10, 58-11 УК РСФСР в том, что

вошел в группу священников-основоположников к-р организации в Самаре, принимал участие в распространении идеологии организации.
13 апреля 1932 Особым совещанием при коллегии ОГПУ был приговорен к 5 годам ИТЛ с заменой на высылку в Северный край на тот же срок.
Дальнейшая судьба неизвестна. Был женат, имел двоих детей.